# Red Mexicana de Periodistas Ambientales
La Red Mexicana de Periodistas Ambientales (REMPA) es una organización de la sociedad civil que difunde el periodismo ambiental en México. Nació en el año 2007, aunque tiene antecedentes desde el 2004. La red está compuesta por periodistas, investigadores, estudiantes y académicos, y su propósito es generar contenido de investigación periodística especializada en las problemáticas ambientales, como la contaminación, el cambio climático, así como los problemas que sufren los periodistas y activistas que cubren estos temas en México.

## Historia
Existen antecedentes de organizaciones de periodismo ambiental desde 1990, con el International Center for Journalists en Estados Unidos, organización que ha impulsado la aparición de este tipo de asociaciones y redes en diversos países, incluyendo a México, Brasil, Chile, Colombia y Costa Rica.
La organización tiene antecedentes en 2004, cuando periodistas e investigadores realizaron una red de carácter informal y sin recursos, que nació después de un taller impartido por el International Center for Journalists. El taller fue sobre contaminación atmosférica y cómo se relaciona con el cambio climático.
La Red Mexicana de Periodistas Ambientales nació en una reunión de periodistas, estudiantes e investigadores celebrada el 27 de mayo de 2007, en Boca del Río, Veracruz. El Fondo Mexicano para la Conservación de la Naturaleza, la Universidad Veracruzana, la Fundación Ford, el Consejo Civil Mexicano para la Silvicultura Sustentable, el Earth Journalism Network, el Programa de las Américas y la Society of Enviromental Journalist, fueron las organización que acompañaron y apoyaron el proceso de la red. La constitución como asociación civil ocurrió el 20 de julio de 2007, con sede en León, Guanajuato.
La primera mesa directiva de REMPA fue integrada por Miguel Ángel de Alba González, como presidente; Ernesto Bolado Martínez, como secretario; Eduardo Viadas González, como tesorero; César Angulo Corral, María del Carmen Tajonar Méndez, como vocales; y José Iván Zúñiga Pérez-Tejada.

## Objetivos
Los objetivos de REMPA van en el sentido de promover y generar incentivos en México para el desarrollo del periodismo ambiental, a través de la asesoría a periodistas, la producción de materiales audiovisuales, impresos, etc.; la protección de los periodistas que puedan ser amenazados por su práctica en la difusión de temas sobre los ecosistemas y el medio ambiente; la defensa de la libertad de expresión en torno a los temas de medio ambiente y vincularse estratégicamente con fundaciones, gobiernos o empresas.
El proyecto de REMPA , que surge esencialmente en internet, es "capacitar a estudiantes y profesionales para cubrir temas ambientales en los medios de comunicación", ya que se cuenta con pocos profesionistas del periodismo especializados en el tema, por lo que la labor de la red se hace indispensable.
La forma de comunicación de REMPA es a través de un periodismo especializado y científico.

## Integrantes
En 2017, la REMPA tenía 21 periodistas integrantes, provenientes de once estados de México, así como de cuatro países, Canadá, Estados Unidos, México y Perú.
La mesa directiva de 2017 a 2021 está integrada por Fabián Carvallo Vargas como presidente; Irma Juárez González como secretaria; Juana Meraz Sánchez como tesorera; y Edith González Cruz como vocal.
Entre sus integrantes, la REMPA cuenta con Diana Manzo, Talli Nauman, Josseline Zamora Gómez, Edith González Cruz, Clément Detry, Raquel Zapien Osuna, Ángel Melgoza, Diana León Valdez, Norma Montil Olivares, Helena Rivas López, entre otros.

## Alianzas
REMPA realiza convenios y alianzas con medios de comunicación a nivel nacional, generando, además, notas y reportajes para los medios en los que los integrantes de la red trabajan cotidianamente.
Asimismo, poseen el apoyo de organismos internacionales, como CONABIO, la Environmental Journalists Network de Internews, la Fundación Ford, la Fundación Fulbright, POLEA, la International Center for Journalists, entre otras.

## Actividades y acciones
La REMPA realiza talleres y publicaciones con respecto a temas de periodismo ambiental. Entre estos esta la guía de Cómo hacer una conferencia de prensa; así como las cuatro conferencias sobre la conservación de bosques comunitarios que realizaron en 2007, en Toluca, Aguascalientes; o en 2008 en Zihuatanejo y Morelia.
Asimismo, la REMPA ha realizado posicionamientos en torno a temas de libertad de expresión, riesgos de la prensa y el activismo medioambiental o de políticas públicas del estado mexicano que impactan negativamente al medio ambiente. El 24 de mayo de 2012 publicaron el Manifiesto REMPA por el asesinato de periodistas mexicanos, en el que muestran su preocupación e indignación por el asesinato de periodistas en Chihuahua, Morelos, Sonora y Veracruz, y le exigían al gobierno medidas de seguridad y de justicia. Asimismo, el 25 de abril de 2017 se pronunciaron en contra del asesinato de periodistas y el riesgo que corre el gremio periodístico, tras el asesinato de Miroslava Breach.
Ha realizado un pódcast titulado Planeta Plástico, junto con las organizaciones Break Free From Plastic y Movimiento Libérate del Plástico, para concienciar sobre la problemática de los residuos generados por el plástico, así como de las acciones para disminuir o eliminar el impacto ambiental.